# Anyphops dubiosus
Anyphops dubiosus là một loài nhện trong họ Selenopidae.
Loài này thuộc chi Anyphops. Anyphops dubiosus được George Newbold Lawrence miêu tả năm 1952.